# India en los Juegos Olímpicos de Montreal 1976
India estuvo representada en los Juegos Olímpicos de Montreal 1976 por un total de 26 deportistas masculinos que compitieron en 5 deportes.
El equipo olímpico indio no obtuvo ninguna medalla en estos Juegos.